# اچ‌ام‌سی‌اس ساسکاچوان (دی‌دی‌ئی ۲۶۲)
اچ‌ام‌سی‌اس ساسکاچوان (دی‌دی‌ئی ۲۶۲) (به انگلیسی: HMCS Saskatchewan (DDE 262)) یک کشتی است که طول آن ۳۶۶ فوت (۱۱۱٫۶ متر) می‌باشد. این کشتی در سال ۱۹۶۱ ساخته شد.